# Ōjima (métro de Tokyo)
Pour les articles homonymes, voir Ojima.
Ōjima (大島駅, Ōjima-eki) est une station du métro de Tokyo sur la ligne Shinjuku dans l'arrondissement de Kōtō à Tokyo. Elle est exploitée par le Bureau des Transports de la Métropole de Tokyo (Toei).

## Situation sur le réseau
La station Ōjima est située au point kilométrique (PK) 12,9 de la ligne Shinjuku.

## Histoire
La station a été inaugurée le 21 décembre 1978.

## Services aux voyageurs

### Accès et accueil
La station est ouverte tous les jours.
En moyenne, 30 729 voyageurs ont fréquenté quotidiennement la station en 2015.

### Desserte
- Ligne Shinjuku :

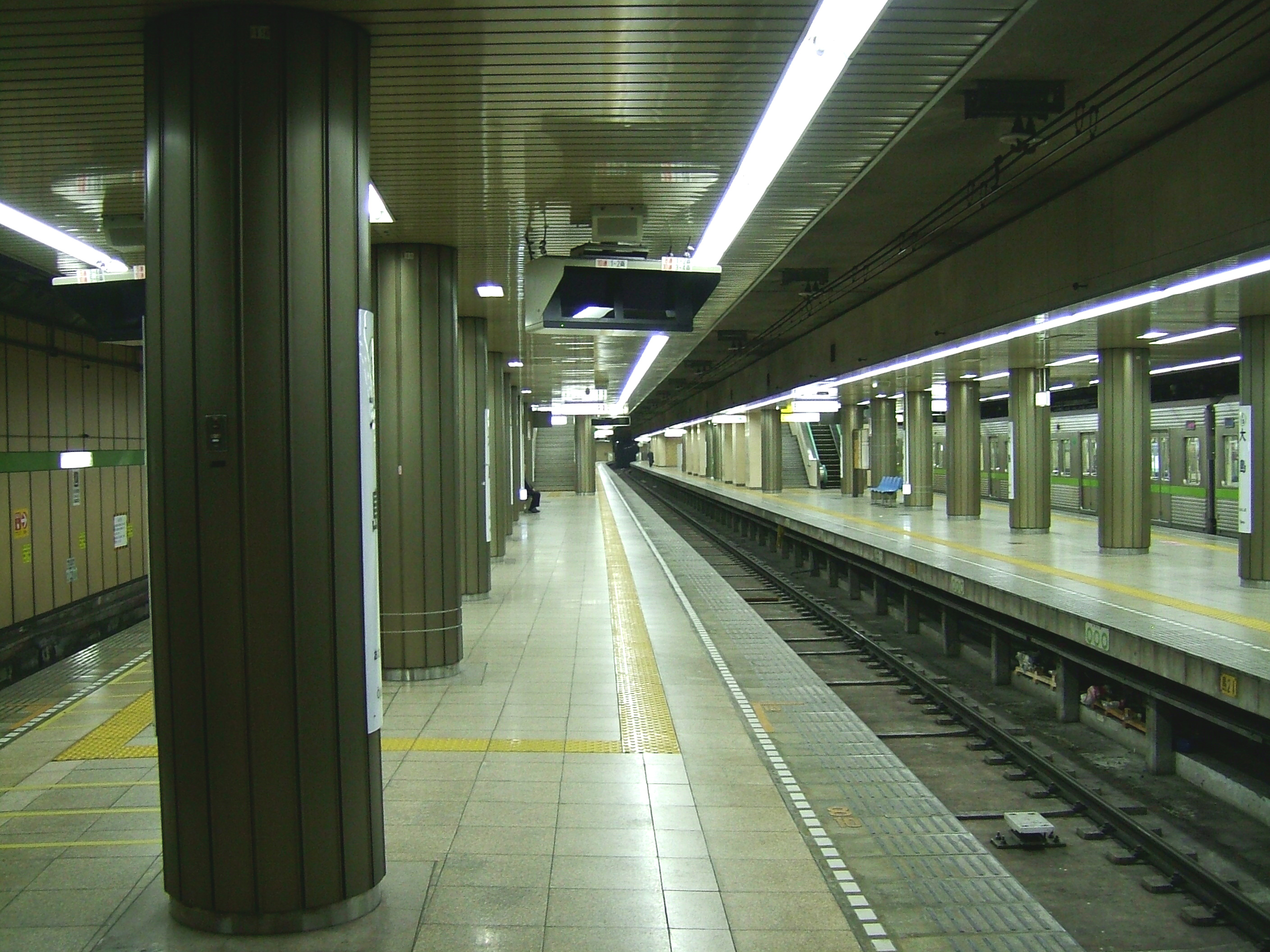
Quais de la station

  - voies 1 et 2 : direction Shinjuku (interconnexion avec la ligne nouvelle Keiō pour Hashimoto et Takaosanguchi)
  - voies 3 et 4 : direction Motoyawata